# Annaz
Annaz (arab. عناز) – miejscowość w Syrii, w muhafazie Hims. W 2004 roku liczyła 2038 mieszkańców.